# 1925年オーストラレーシアン選手権
1925年 オーストラレーシアン選手権（1925ねんオーストラレーシアンせんしゅけん、1925 Australasian Championships）に関する記事。オーストラリア・シドニー市内にある「ホワイトシティ・テニスクラブ」にて開催。

## 大会の流れ
- 1926年まで、大会名称は「オーストラレーシアン選手権」（Australasian Championships）という名前であった。「オーストラリア選手権」（Australian Championships）の名称になるのは、1927年以後である。
- この年から、男子シングルスで8名の「シード選手」が選ばれるようになった。女子シングルスでは、2年後の1927年からシード選手を選ぶようになる。
- 初期の全豪選手権のように、外国人出場者が少なかった時期は、地元オーストラリア人選手の国旗表示を省略する。

## シード選手

### 男子シングルス
1. ジェラルド・パターソン　（準優勝）
2. ジェームズ・アンダーソン　（優勝、2年連続3度目）
3. パット・オハラウッド　（ベスト4）
4. ノーマン・ピーチ　（ベスト8）
5. ボブ・シュレジンガー　（ベスト4）
6. フレッド・カームズ　（ベスト8）
7. ガー・ホーン　（ベスト8）
8. ジム・ウィラード　（3回戦、不戦敗）

## 大会経過

### 男子シングルス
準々決勝
- ジェームズ・アンダーソン vs. ガー・ホーン　6-2, 6-0, 8-6
- パット・オハラウッド vs. フレッド・カームズ　6-3, 6-2, 6-3
- ボブ・シュレジンガー vs. ノーマン・ピーチ　6-3, 6-2, 6-2
- ジェラルド・パターソン vs. オーブリー・ウィラード　6-0, 6-2, 9-7

準決勝
- ジェームズ・アンダーソン vs. パット・オハラウッド　6-2, 6-3, 6-3
- ジェラルド・パターソン vs. ボブ・シュレジンガー　6-4, 4-6, 6-4, 6-4

### 女子シングルス
準々決勝
- ダフネ・アクハースト vs. ジェシー・ワトソン　6-1, 6-4
- M・リチャードソン vs. パトリシア・ミーニー　6-4, 1-6, 6-2
- シルビア・ランス・ハーパー vs. ノーブランチ　6-1, 6-1
- エスナ・ボイド vs. マージョリー・コックス　4-6, 6-0, 9-7

準決勝
- ダフネ・アクハースト vs. M・リチャードソン　6-1, 6-1
- エスナ・ボイド vs. シルビア・ランス・ハーパー　6-2, 6-3

## 決勝戦の結果
- 男子シングルス：ジェームズ・アンダーソン vs. ジェラルド・パターソン　11-9, 2-6, 6-2, 6-3
- 女子シングルス：ダフネ・アクハースト vs. エスナ・ボイド　1-6, 8-6, 6-4
- 男子ダブルス：ジェラルド・パターソン＆パット・オハラウッド vs. ジェームズ・アンダーソン＆フレッド・カームズ　6-4, 8-6, 7-5
- 女子ダブルス：ダフネ・アクハースト＆シルビア・ランス・ハーパー vs. エスナ・ボイド＆キャスリーン・ル・メスリエ　6-4, 6-3
- 混合ダブルス：ジム・ウィラード＆ダフネ・アクハースト vs. ボブ・シュレジンガー＆シルビア・ランス・ハーパー　6-4, 6-4